# Trollobijce
Trollobijce je trpaslík v Knihách ze světa Warhammeru a fiktivní postava ve hrách systému Games workshop. Trollobijce je trpaslík, který se provinil nějakým strašlivým zločinem. Za trest je vyhoštěn ze svého národa a musí hledat smrt v boji s nejhoršími obludami jaké existují, nebo boj proti beznadějné přesile. V knihách ze světa Warhammeru je to hlavně Gotrek Gurnisson a Snory Nosohryz. Údělem trollobijců je zemřít co nejslavnější smrtí.